# Giulio Masetti
Grof Giulio Masetti, italijanski dirkač, * 1895, Firence, Italija, † 25. april 1926, Sclafani Bagni, Sicilija, Italija.

## Življenje
Giulio Masetti se je rodil leta 1895 v Firencah, tudi njegov brat, grof Carlo Masetti, je bil dirkač. Svoj prvi dirkalnik, 4.5-litrski Fiat S57 B14 je kupil od Antonia Ascarija, v prvem nastopu na dirki Targa Florio leta 1919 je bil četrti. Masetti, z vzdevkom Leone delle Madonie, je najbolj znan kot dvakratni zaporedni zmagovalec prestižne dirke Targa Florio, v letih 1921 in 1922. V sezoni 1922 je zmagal tudi na dirki Velika nagrada Montenera. V sezoni 1925 je prestopil v Sunbeam, ob več odstopih je dosegel tretje mesto na dirki za Veliko nagrado Francije. Leta 1926 se je smrtno ponesrečil na dirki Targa Florio s številko 13, ki se od takrat ne uporablja več na dirkah za Veliko nagrado. 